# Haraldsgadekvarteret
Haraldsgadekvarteret er et kvarter omkring Haraldsgade på Ydre Nørrebro i København. Haraldsgadekvarteret afgrænses geografisk af Tagensvej, Jagtvej, Lersø Parkallé og DSB's baneareal. 
Sammen med Mimersgadekvarteret udgør Haraldsgadekvarteret det såkaldte Mytologiske kvarter, der blev opført i perioden 1860-1920. De fleste gader i kvarteret er opkaldt efter helte og sagnkonger fra den nordiske mytologi, eksempelvis Sigurdsgade, Vermundsgade og Ragnhildgade.
Haraldsgadekvarteret har tidligere udgjort et af Københavns første større samlede industriområder. Fabrikken Titan har især haft indflydelse på kvarteret, bl.a. på grund af sin størrelse, der dækkede hele området mellem Titangade, Rådmandsgade, Hermodsgade, Tagensvej og Sigurdsgade.
I dag er kvarteret udover både større erhvervs- og industrigrunde præget af store almene boligbebyggelser, spredt småerhverv, ældre bolig- og industribebyggelse i form af byggeforeningshuse, almindelige femetagers boliger samt en række bygninger tilhørende Professionshøjskolen Metropol. Der er i alt ca. 9.000 indbyggere i kvarteret og ca. 5000 boliger.
I 2006 bevilligede Københavns Kommune og Velfærdsministeriet i alt 54 millioner kroner til et større områdeløft i Haraldsgadekvarteret i perioden 2007 til 2012. Byfornyelsen skal blandt andet forbedre bymiljøet, skabe mere sammenhæng i området, der fremstår meget fragmenteret, forøge antallet af familieboliger, forbedre installationsmangler i mange lejligheder som manglende bad/wc og tiltrække investeringer udefra med de mange små, kreative erhverv som løftestang for området. Endvidere skal områdeløftet reducere de boligsociale problemer og forbedre integrationen af nydanskere .

## Fodnoter
1. ↑  http://www.kk.dk/Borger/BoligOgByggeri/ByfornyelseVedligeholdelse/Omraadefornyelse/Haraldsgade/~/media/CF86AB57D829401FB44EC4F7FEFE61A5.ashx (Webside+ikke+længere+tilgængelig)